# Kotel Gap
Kotel Gap är ett bergspass i Antarktis. Det ligger i Sydshetlandsöarna. Argentina, Chile och Storbritannien gör anspråk på området. Kotel Gap ligger 670 meter över havet.
Terrängen runt Kotel Gap är varierad. Havet är nära Kotel Gap åt sydost. Trakten är glest befolkad. Närmaste befolkade plats är St. Kliment Ohridski Base, 14,5 kilometer väster om Kotel Gap. 